# Westminster (London)

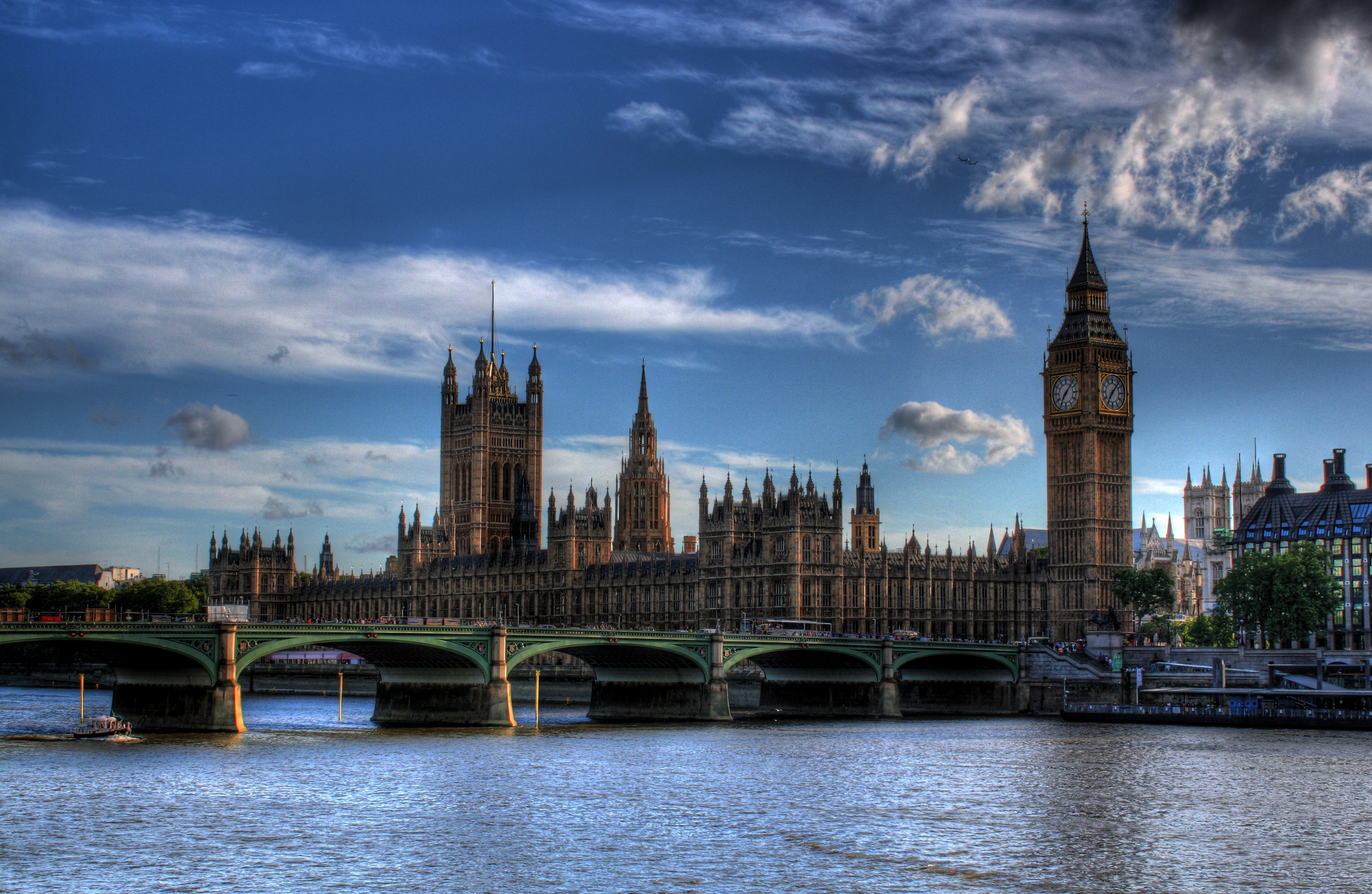
Der Palace of Westminster

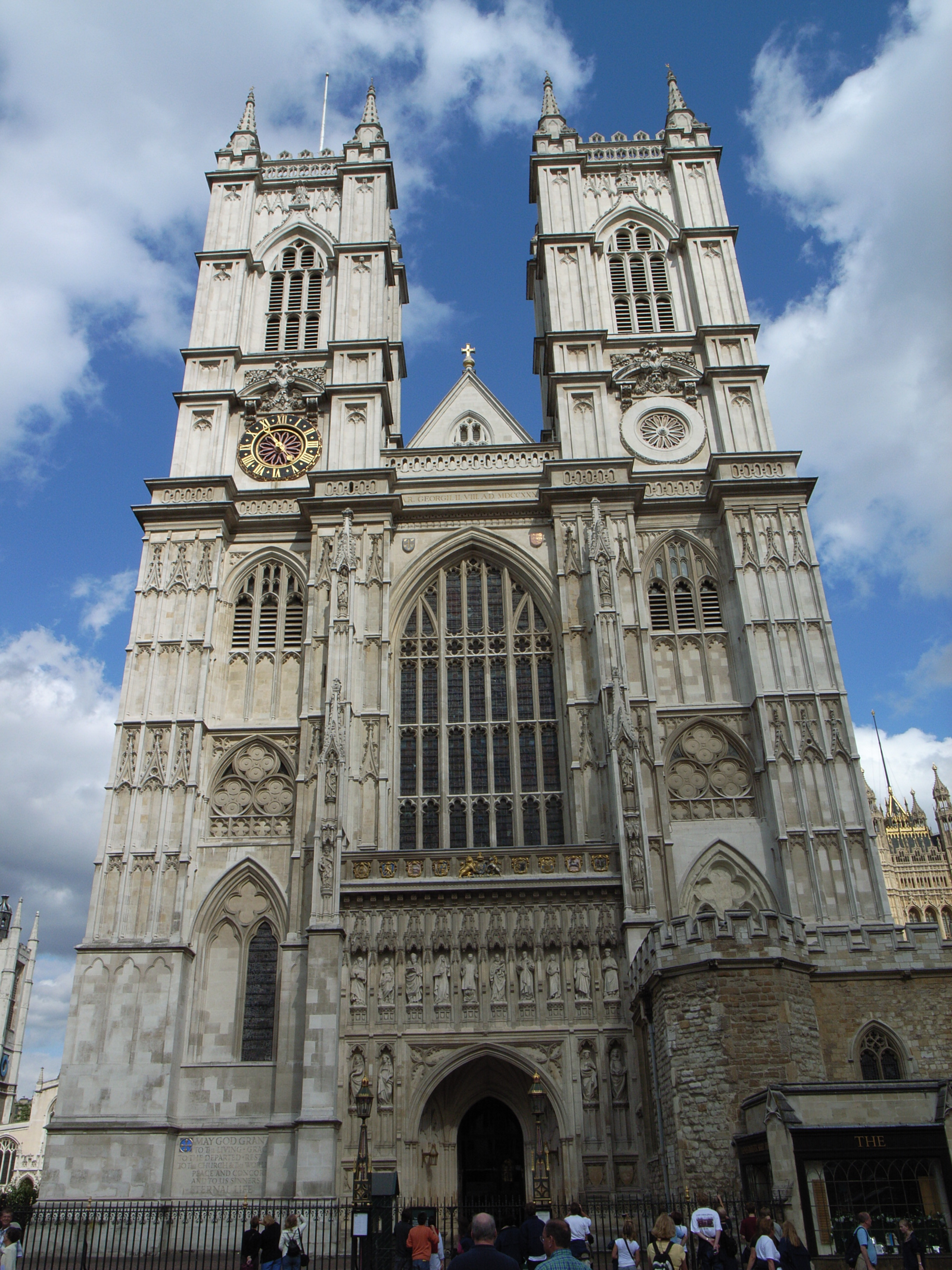
Westminster Abbey

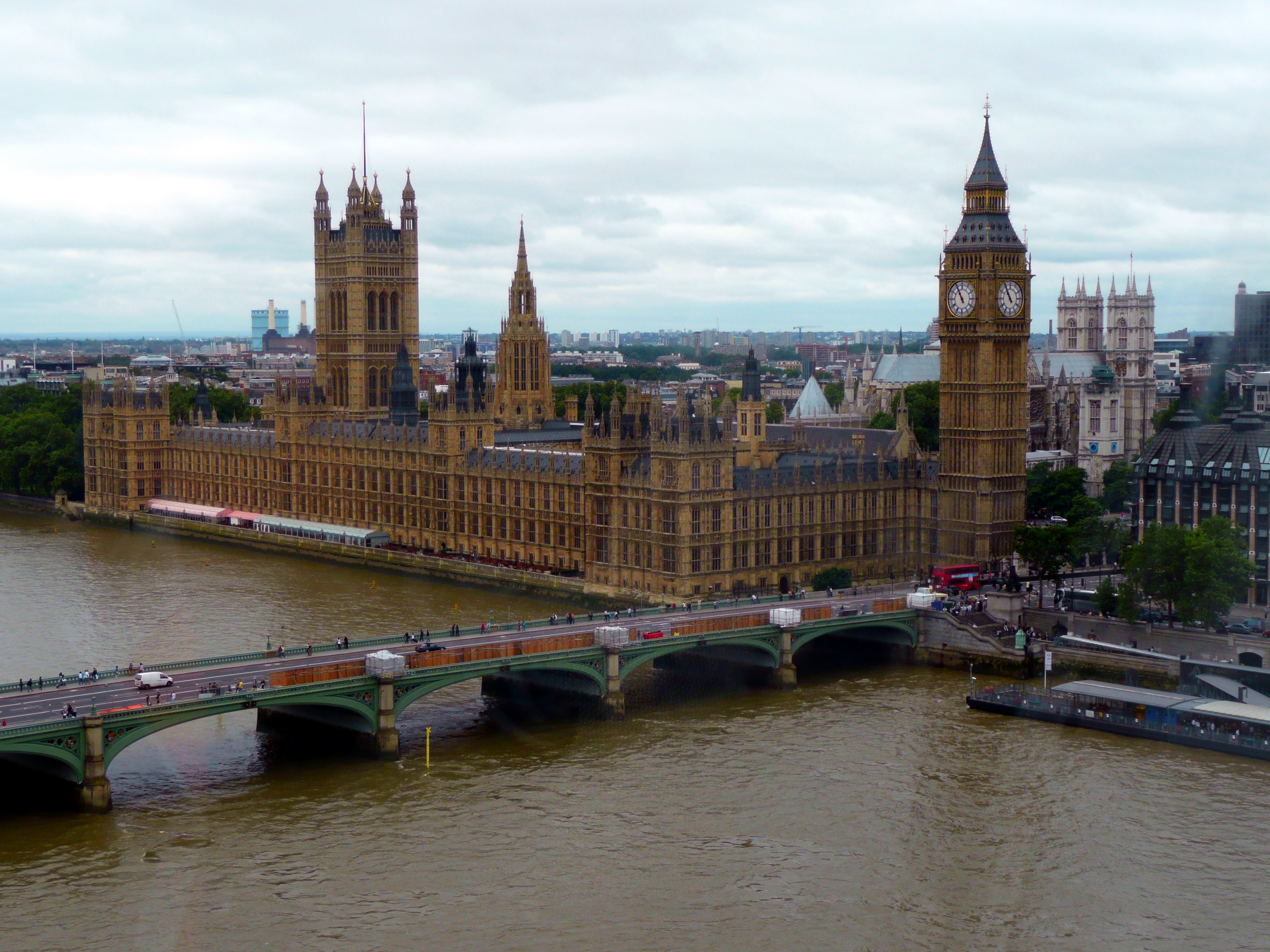
Palace of Westminster und Westminster Abbey,
vom London Eye aus gesehen

Westminster ist der historische Kern des Londoner Stadtbezirks City of Westminster, in dem sich im Palace of Westminster das Parlament des  Vereinigten Königreichs befindet. Westminster wurde im 7. Jahrhundert um ein in der damaligen Zeit entstandenes Kloster gegründet.
Oft wird Westminster als Bezeichnung für das Parlament und das politische Regierungszentrum des Vereinigten Königreichs verwendet, da der Palace of Westminster und alle wichtigen Regierungsorgane weiterhin dort ihren Sitz haben.
Der Begriff Westminster ist darüber hinaus eine Bezeichnung für das Westminster-System. Darunter versteht man das parlamentarische Modell einer demokratischen Regierung.
Es entstand im Vereinigten Königreich, wird so ähnlich aber auch in vielen anderen Ländern angewandt. Verstärkt verbreitet ist es im Commonwealth of Nations und in anderen Teilen des ehemaligen britischen Weltreichs.

## Geschichte
Ursprünglich bezeichnete der Name die Gegend um die Westminster Abbey, die schon seit tausend Jahren den Sitz der Regierung Englands darstellt. Des Weiteren versteht man darunter auch die City of Westminster, die flächenmäßig größer ist und zu der seit 1965 auch die früheren Vororte St. Marylebone  und Paddington gehören. Thorney Island bildet den historischen Teil des Stadtbezirks, auf der die Westminster Abbey gebaut wurde, die bis heute traditionelle Krönungsstätte der  britischen Monarchie  ist. Der nahe gelegene Palace of Westminster wurde nach der Eroberung durch die Normannen im Jahre 1066 zum Hauptsitz der englischen Könige. Später wurde er zum Sitz des Parlaments und der Royal Courts of Justice (Königliche Gerichtshöfe). Diese befinden sich heute am äußersten Ende von Westminster und grenzen an die City of London.
Obwohl die Monarchie innerhalb der City of London durch den Tower of London vertreten wurde, residierte der König nicht in diesem für ihn völlig unzumutbaren Teil der Stadt, in dem viele Menschen unter katastrophalen Lebensbedingungen und in Armut hausten. Im Laufe der Zeit entstanden zwei Zentren in London, ein wirtschaftliches in der City of London sowie ein politisches und kulturelles in Westminster. Diese Einteilung ist bis heute erhalten geblieben. In späteren Jahren verlegte die britische Monarchie ihren Sitz in andere Teile der Stadt. Das Parlament tagt im Palace of Westminster und die meisten Ministerien befinden sich in Whitehall.
Heute umfasst Westminster auch große Wohngegenden, deren Bewohner überwiegend der klassischen Londoner Arbeiterklasse angehören und in Sozialwohnungen leben.

## Gebäude
Nahe dem Palace of Westminster und der Westminster Abbey befindet sich die Westminster School, eine der bedeutendsten Privatschulen Englands. Drei der vier Campusse der University of Westminster liegen innerhalb der City of Westminster, wenn auch nicht im historischen Teil der Stadt.

## Öffentlicher Nahverkehr
- London Victoria Bahnhof (IATA-Bahnhofs-Code ZEP)
- Westminster Station, London Underground
- St. James’s Park, Underground Station